# Széleslábú szitakötő
A széleslábú szitakötő vagy levéllábú szitakötő (Platycnemis pennipes) a rovarok (Insecta) osztályának szitakötők (Odonata) rendjébe, ezen belül az egyenlő szárnyú szitakötők (Zygoptera) alrendjébe és a széleslábú szitakötők (Platycnemididae) családjába tartozó faj.

## Előfordulása

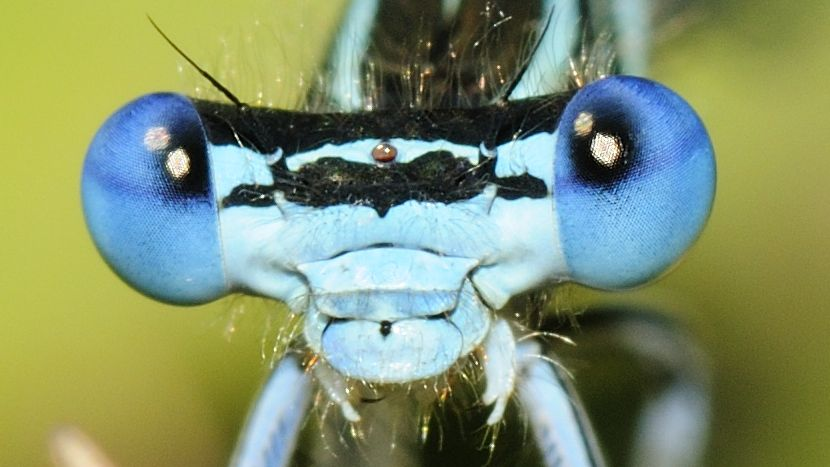
A pofája közelről

A széleslábú szitakötő elterjedési területe Európa, de a sarkkörtől északra, valamint az Ibériai-félszigeten hiányzik. A síkságokon gyakori, a hegységekben ritkább. Magyarországon közönséges.

## Megjelenése
A széleslábú szitakötő 3,5 centiméter hosszú, szárnyfesztávolsága 4,5 centiméter. A hím világoskék, a nőstény világos zöldessárga vagy krémszínű. A légivadászokhoz (Coenagrionidae) nagyon hasonló, lábának sajátos felépítése alapján jól felismerhető: a második és harmadik lábszár kifejezetten lapos, kiszélesedett (a faj neve erre utal), szélén hosszú szőrökkel. A szárnyjegy hossza 1 cellányi.

## Életmódja
A széleslábú szitakötő kisebb-nagyobb tavak és lassú folyású vizek mentén él.

## Szaporodása
A hímek május közepétől szeptember közepéig cikcakkban repkednek a víz fölött, ezzel hívják magukra a nőstények figyelmét. Peterakás közben a hím, amely három hegyes potrohfüggelékéről jól felismerhető, a nősténnyel összekapcsolt állapotban marad. A széleslábú szitakötő petéit szívesen rakja a sárga vízitök (Nuphar lutea) virágainak kocsányára. A lárvák áttelelnek.